# Șerban Stănoiu
Șerban Viorel Stănoiu (n. 20 septembrie 1940, Craiova, România – d. 26 februarie 2017, București, România) a fost un jurist român, care a îndeplinit demnitatea de judecător la Curtea Constituțională a României (2001-2007). A fost soțul Rodicăi Stănoiu, fost ministru al justiției din partea PSD, apropiată a fostului președinte Ion Iliescu.

## Biografie
Șerban Viorel Stănoiu s-a născut la data de 20 septembrie 1940 în municipiul Craiova. A absolvit Facultatea de Drept din cadrul Universității București (1964) și apoi a obținut titlul de Diplomat al Școlii Internaționale de Drept al Muncii Comparat de la Trieste - Italia (1969).
După absolvirea Facultății, a lucrat ca cercetător științific în cadrul Institutului de Cercetări Juridice al Academiei Române (1964-1975). Apoi a obținut titlul științific de Doctor în drept la Institutul de Cercetări Juridice (1976). Ulterior, a lucrat ca avocat în cadrul Baroului București (1978-2001).
În paralel cu munca de la Baroul București, dr. Viorel Stănoiu a predat în calitate de conferențiar universitar la Facultatea de Drept a Universității "Spiru Haret", Catedra de Drept civil. El este autor de monografii, studii, comunicări științifice publicate în țară și în străinătate.
La 5 iunie 2001, Șerban Viorel Stănoiu  a fost numit de către Președintele României în demnitatea de judecător la Curtea Constituțională a României, pentru un mandat de 6 ani. L-a înlocuit în această demnitate pe judecătorul Lucian Mihai, care a demisionat atât din funcția de judecător, cât și din cea de președinte al Curții invocând "motive personale și profesionale". 
La 7 iunie 2001, Șerban Stănoiu a depus jurământul ca judecător al Curții Constituționale, alături de Petre Ninosu, Nicolae Cochinescu și Ioan Vida. Dacă ceilalți trei judecători înlocuiau pe judecătorii cărora le expiraseră mandatele, Stănoiu a fost numit pentru a completa mandatul de 9 ani a lui Lucian Mihai. Mandatul său de judecător a expirat la data de 13 iulie 2007. Conform legii, mandatul de judecător la Curtea Constituțională a României nu poate fi prelungit sau înnoit.
Șerban Viorel Stănoiu a fost căsătorit cu senatorul PSD, Rodica Stănoiu, fost ministru al justiției în perioada 28 decembrie 2000 - 10 martie 2004. Decedat la data de 26 februarie 2017.

## Lucrări publicate
Șerban Stănoiu este autorul mai multor lucrări de dreptul muncii, dintre care menționăm următoarele:
- Disciplina muncii în unitățile socialiste de stat (Ed. Științifică și Enciclopedică, 1975) - în colaborare cu Petre Marica și Maria Florescu;
- Accidentele de muncă și bolile profesionale în legislația R.S. România (Ed. Academiei R.S.R., 1977) etc.